# Путём всея земли
«Путём всея земли» (Китежанка) — поэма Анны Ахматовой, написанная в 1940 году (10-12 марта 1940 // Фонтанный дом). По определению автора — «маленькая поэма» . Она охарактеризовала«Реквием» и «Путем всея земли», как «большую панихиду по самой себе». Полный текст произведения был впервые опубликован в 1990 году.
Некоторые исследователи отмечают, что в поэме есть «ощущение надвигающегося исторического кризиса» (В. М. Жирмунский) — Великой Отечественной войны.